# Turid

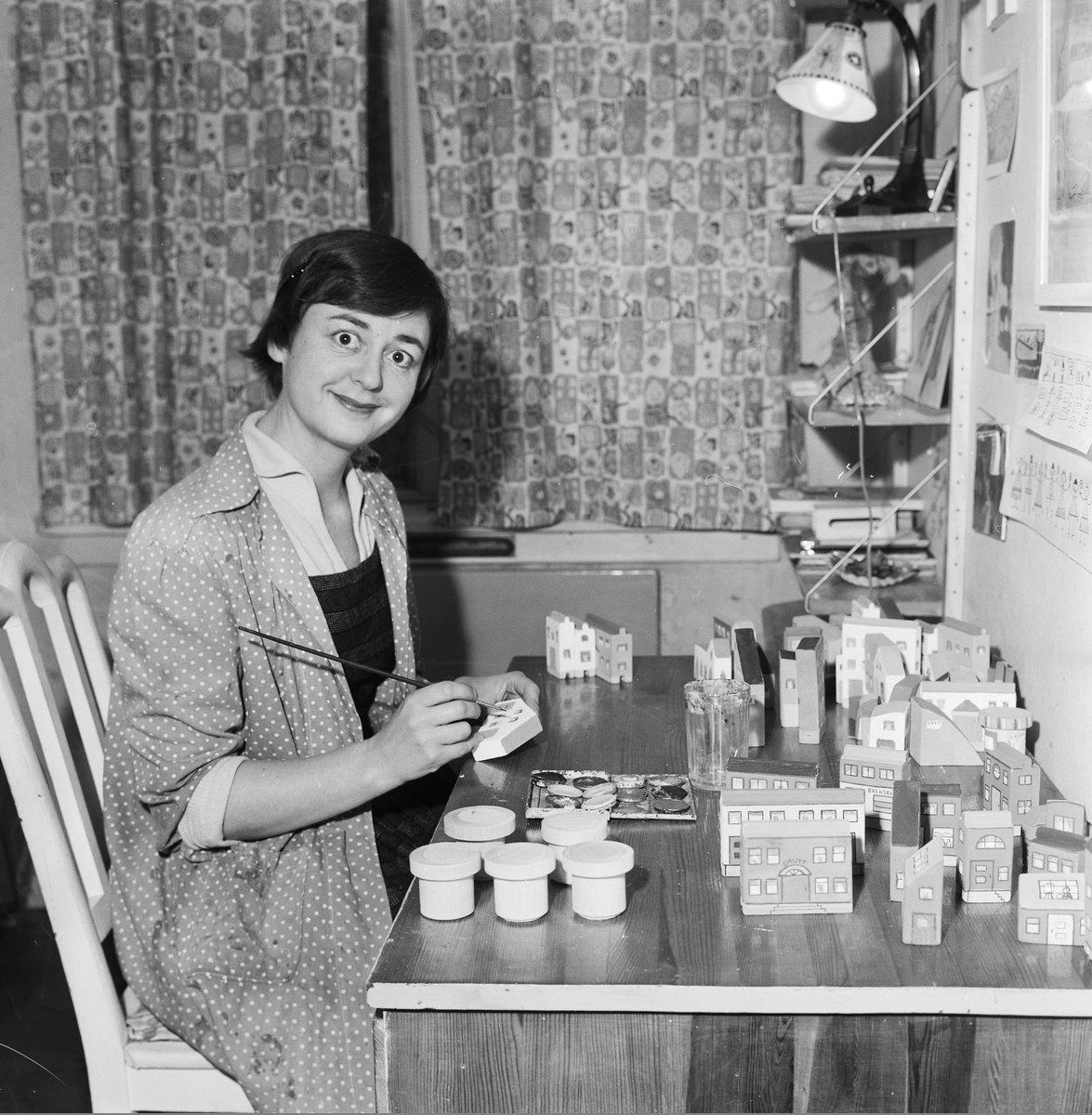
Turid Balke, 1958.

Kvinnonamnet Turid är ett nordiskt namn, besläktat med "namnsdagsgrannen" Tord. Det är en kortform av Torfrid (fornvästnordiska Þúriðr), sammansatt av Tor och fríðr (älskad, vacker), dvs ”älskad av guden Tor”.
Namnet är bland de allra ovanligaste kvinnonamnen med en plats i almanackan. Betydligt vanligare är namnet i grannlandet Norge. 31 december 2012 fanns det totalt 462 personer i Sverige med namnet Turid/Thurid, varav 329 med det som tilltalsnamn. År 2003 fick 2 flickor namnet, varav 1 fick det som tilltalsnamn.
Namnsdag: 10 september, (sedan 2001, 1986-1992: 28 april).

## Personer med namnet Turid
- Turid Balke, norsk skådespelerska
- Turid Birkeland, norsk politiker
- Turid Lundqvist, proggmusiker